# World Grand Champions Cup masculine 2005
Navigation
2001 2009
La 4e édition de la World Grand Champions Cup de volley-ball masculin s'est déroulée à Nagano et Tōkyō (Japon) du 22 au 27 novembre 2005.

## Équipes engagées
Champions continentaux :
- Italie
- États-Unis
- Brésil
- Égypte.

Wild Card :
- Chine.

Nation Organisatrice :
- Japon.

## Lieux de la compétition
|                                                                    |                                                                                    |
|                                                                    |                                                                                    |
| Nagano Arena Ville: Nagano Capacité: 5.000 Année d'ouverture: 1998 | Tōkyō Metropolitan Gymnasium Ville: Tōkyō Capacité: 10.000 Année d'ouverture: 1954 |

## Compétition

### 1erPhase
- Nagano - Nagano Arena

### 2ePhase
- Tōkyō - Tokyo Metropolitan Gymnasium

## Classement final
| No | Équipe     | Points | Matches | Matches | Matches | Sets | Sets   | Sets  | Points | Points | Points |
| No | Équipe     | Points | joués   | gagnés  | perdus  | pour | contre | Ratio | pour   | contre | Ratio  |
| -- | ---------- | ------ | ------- | ------- | ------- | ---- | ------ | ----- | ------ | ------ | ------ |
| 1  | Brésil     | 10     | 5       | 5       | 0       | 15   | 6      | 2.500 | 505    | 443    | 1.140  |
| 2  | États-Unis | 9      | 5       | 4       | 1       | 13   | 4      | 3.250 | 414    | 356    | 1.163  |
| 3  | Italie     | 8      | 5       | 3       | 2       | 11   | 6      | 1.833 | 399    | 358    | 1.115  |
| 4  | Japon      | 7      | 5       | 2       | 3       | 8    | 13     | 0.615 | 463    | 469    | 0.987  |
| 5  | Égypte     | 6      | 5       | 1       | 4       | 5    | 14     | 0.357 | 368    | 433    | 0.850  |
| 6  | Chine      | 5      | 5       | 0       | 5       | 6    | 15     | 0.400 | 405    | 495    | 0.818  |

## Podium final
| Place              | Équipe     |
| ------------------ | ---------- |
| Médaille d'or      | Brésil     |
| Médaille d'argent  | États-Unis |
| Médaille de bronze | Italie     |
| 4                  | Japon      |
| 5                  | Égypte     |
| 6                  | Chine      |

| Vainqueur World Grand Champions Cup masculine 2005 Brésil Composition de l'équipe 2 Marcelo Elgarten, 4 André Heller, 7 Giba, 8 Murilo Endres, 9 André Nascimento, 10 Sérgio Dutra Santos, 11 Anderson Rodrigues, 12 Samuel Fuchs, 13 Gustavo Endres, 14 Rodrigo Santana, 16 Wesley Ribeiro, 17 Ricardo Garcia. Entraineur: Bernardo Rezende. |

## Récompenses individuelles
- MVP : André Nascimento
- Meilleur marqueur : André Nascimento
- Meilleur attaquant : Alessandro Fei
- Meilleur contreur : Ryan Miller
- Meilleur serveur : Ahmed Abdallah
- Meilleur passeur : Ricardo Garcia
- Meilleur réceptionneur : Shen Qiong
- Meilleur défenseur : Chu Hui
- Meilleur libero : Mirko Corsano